# Ogenyi Onazi
Ogenyi Eddy Onazi (Jos, 1992. december 25. –) nigériai válogatott labdarúgó, a Denizlispor játékosa.

## Pályafutása

### Klubcsapatokban
Hazájában kisebb csapatokban szerepelt korosztályos szinten, majd 2011-ben az olasz SS Lazio akadémiájához csatlakozott Sani Emmanuellel. 2012. május 6-án mutatkozott be a felnőttek között a bajnokságban az Atalanta ellen. 2013. március 7-én az Európa-ligában a VfB Stuttgart ellen első gólját is megszerezte a 2–0-ra megnyert mérkőzésen. Május 8-án a bajnokságban az Internazionale ellen első bajnoki gólját szerezte meg, a mérkőzést 3–1-re nyerték meg.
2016. augusztus 2-án aláírt a török Trabzonspor csapatához, amely 3,5 millió eurót fizettet érte. 2020. január 15-én a szintén török Denizlispor csapatába szerződött. Október 4-én a dán SønderjyskE csapata egy évre szerződtette, de ezt további két évvel lehet bővíteni. 2021. január 5-én közös megegyezéssel felbontották a klubbal a szerződését. Február 18-án a litván Žalgiris csapatába szerződött. 2021. augusztusában visszatért a Denizlispor csapatához.

### A válogatottban
16 évesen részt vett a 2009-es U17-es labdarúgó-világbajnokságon, ahol ezüstérmesként zártak. 2012. október 13-án debütált a felnőttek között a líbiai labdarúgó-válogatott elleni afrikai nemzetek kupája selejtező mérkőzésen és egy hónappal később Venezuela ellen első gólját is megszerezte. Bekerült a 2013-as afrikai nemzetek kupáján részt vevő keretbe, a tornát megnyerték. A 2013-as konföderációs kupán és a 2014-es labdarúgó-világbajnokságra utazó keretbe is meghívott kapott.

## Sikerei, díjai

### Klub
- SS Lazio
  - Olasz kupa: 2012–13

- Trabzonspor
  - Török kupa: 2019–20

### Válogatott
- Nigéria
  - Afrikai nemzetek kupája: 2013